# كامان إس إتش-2جي سوبر سي سبرايت
كامان إس إتش-2جي سوبر سي سبرايت (بالإنجليزية: Kaman SH-2G Super Seasprite)‏ هي مروحية أنتجت في 1985 بالولايات المتحدة. من صناعة كامان للطائرات. تستخدم بشكل أساسي من قبل بحرية الولايات المتحدة. كان أول طيران لها في 2 أبريل 1985. دخلت الخدمة في 1993، انتهت خدمتها في 01 Australia 2008. وسعر الطائرة الواحدة منها هو 26 مليون دولار (SH-2G).

## المستخدمون
- بحرية الولايات المتحدة
- القوات البحرية المصرية
- البحرية الملكية النيوزيلندية
- البحرية البولندية